# Mineirão
Estádio Mineirão je stadion u Belo Horizonteu, gradu u Brazilu. Sagrađen je 1965. Kapaciteta je 62.547 mjesta. Koristi ga nogometni klub Cruzeiro i odnedavno Clube Atlético Mineiro.
Na ovome su se stadionu odigrale neke utakmice Svjetskoga nogometnoga prvenstva 2014. godine u Brazilu, te neki susreti Olimpijskih igara u Rio de Janeiru 2016. god.